# Hubenloch
Das Hubenloch ist eine Anhöhe im Westen des Stadtteils Villingen der Doppelstadt Villingen-Schwenningen, auf der sich eine 9 Hektar große Parkanlage, der Hubenlochpark, befindet. Innerhalb des Hubenlochparks liegt einer der höchstgelegenen Rosengärten Europas sowie ein Aussichtsturm mit Blick über die historische Villinger Altstadt.

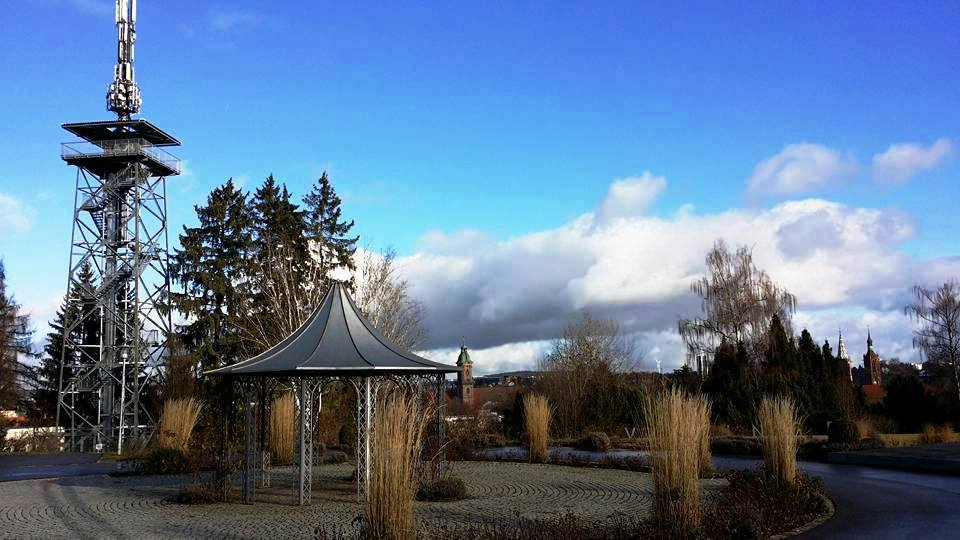
Blick vom Hubenloch auf Villingen

Der Name „Hubenloch“ stammt aus dem alt-hochdeutschen. „Hubil“ bezeichnet ein auf einem Hügel stehendes Wäldchen, „Loch“ ein kleines, lichtes Waldstück. Erstmals wurde der Name 1320 als „huwelloch“ erwähnt.

## Rosengarten
Auf dem Hubenloch befindet sich auf einer Höhe von 750 m über NN einer der höchstgelegenen öffentlich zugänglichen Rosengärten Europas. Das Rosarium wurde 2009 im Rahmen der Vorbereitungen für die Landesgartenschau Villingen-Schwenningen 2010 neu bepflanzt. Im Rosengarten des Hubenlochs blühen etwa 100 verschiedene Rosenarten.

## Aussichtsturm
Im Jahr 2008 wurde auf dem Hubenloch ein 38 Meter hoher Aussichtsturm errichtet, der von seiner auf 25 Meter Höhe liegenden Aussichtsplattform einen weiten Ausblick auf die historische Villinger Altstadt bietet. Der Aussichtsturm dient zugleich als Antennenmast für Mobiltelefonie.

## Angebliche Heilquelle

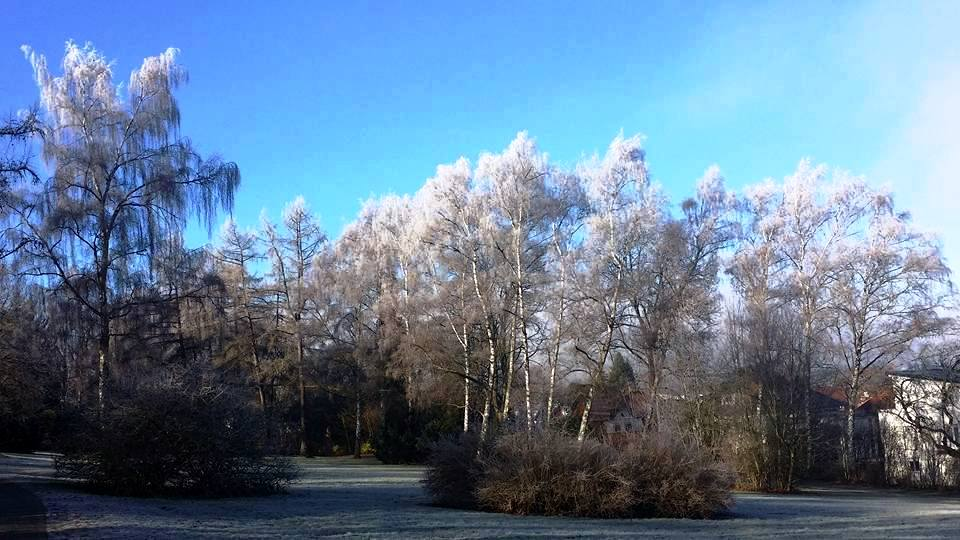
Das Hubenloch ist ein Erholungspark mit altem Baumbestand

Im 16. Jahrhundert behauptete der aus Villingen gebürtige Arzt und Gelehrte Georg Pictorius, dass aus dem Hubenloch eine Heilquelle entspringe.

## Belagerungen Villingens
Besonders seit dem regelmäßigen Einsatz von Feuerwaffen in der Kriegsführung bot die nur etwa hundert Meter von der schwächsten Seite der Villinger Stadtbefestigung, der Westseite, gelegene Anhöhe Hubenloch einen idealen Ausgangspunkt für Angriffe auf die belagerte Stadt. Dieser für die Verteidigung der Stadt Villingen strategisch ungünstige Geländepunkt wurde seit dem Dreißigjährigen Krieg immer wieder von gegnerischen Kriegsparteien zur Beschießung der Stadt eingenommen.

## Luftschutzstollen im Zweiten Weltkrieg
1944 wurde nach einem Plan des damaligen Stadtbaumeisters B. Frey mit dem Bau einer großen Stollenanlage unter dem Hubenloch begonnen. Der Stollen sollte gegen Ende des Zweiten Weltkriegs als Luftschutzanlage 2800 Menschen Schutz vor Fliegerangriffen bieten. Es gab einen Eingang vom Romäusring und zwei Eingänge von der Kalkofenstraße her. Vor allem mit russischen Kriegsgefangenen wurde Ende 1944 mit dem Bau der Stollenanlage begonnen. Die drei Stolleneingänge wurden teilweise mit Betonblocksteinen verkleidet, im Übrigen aber nur mit Holzpfählen abgestützt. Bis zur Befreiung der Stadt hatte der erste (nördliche) Stolleneingang eine Tiefe von rund 40 m, der zweite von rund 8 m und der dritte von rund 20 m erreicht.

## Sportanlage
Auf dem Hubenloch befindet sich eine Sportanlage mit Laufbahn, Weit- und Hochsprung, Wurfplatz etc., die vom TV 1848 Villingen e.V. für das Leichtathletiktraining genutzt wird.

## Rotary-Spielplatz
2005 wurde auf dem Hubenloch ein großer Kinderspielplatz eröffnet. Die Geräte wurden von den örtlichen Rotariern gestiftet und in Eigenarbeit aufgebaut. Die Stadt Villingen hatte schon seit 1963 vorgehabt, einen Spielplatz auf dem Hubenloch zu errichten. Dieses Vorhaben wurde jedoch immer wieder verschoben, bis sich schließlich die Rotarier der Sache annahmen. Mehr als 5.000 Arbeitsstunden und 150.000 Euro hat der Rotarier-Club nach eigenen Angaben in das Projekt investiert.